# Етнографічний музей імені Хуана Амбросетті
Етнографічний музей імені Хуана Амбросетті — аргентинський музей, розташований на території школи філософії Університету Буенос-Айреса.

## Огляд
Територія у вісім гектарів в районі Буенос-Айреса Нуева Помпея у 1866 році розмістила музей, який починався з колекції 14-річного Франциско Морено та його батька. Вони зібрали та класифікували велику кількість скаменілостей і артефактів, зібраних на власній земельній ділянці та у її околицях. Молодший Морено виставив свою колекцію на огляд широкого загалу, та за підтримки уряду провінції Буенос-Айрес відкрив музей антропології та етнографії Буенос-Айреса у 1879 році.

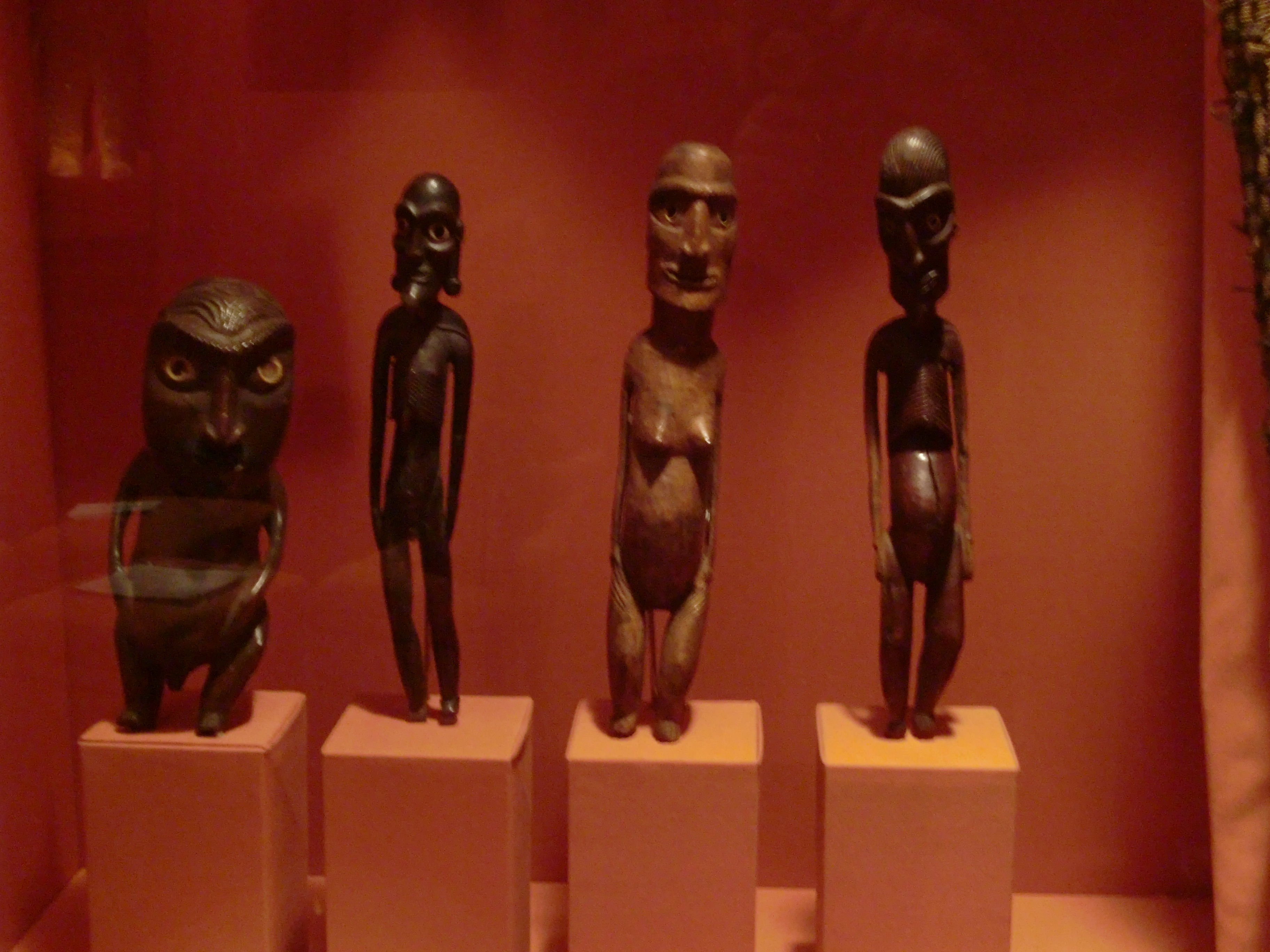
Моаі Кавакава з острова Пасхи

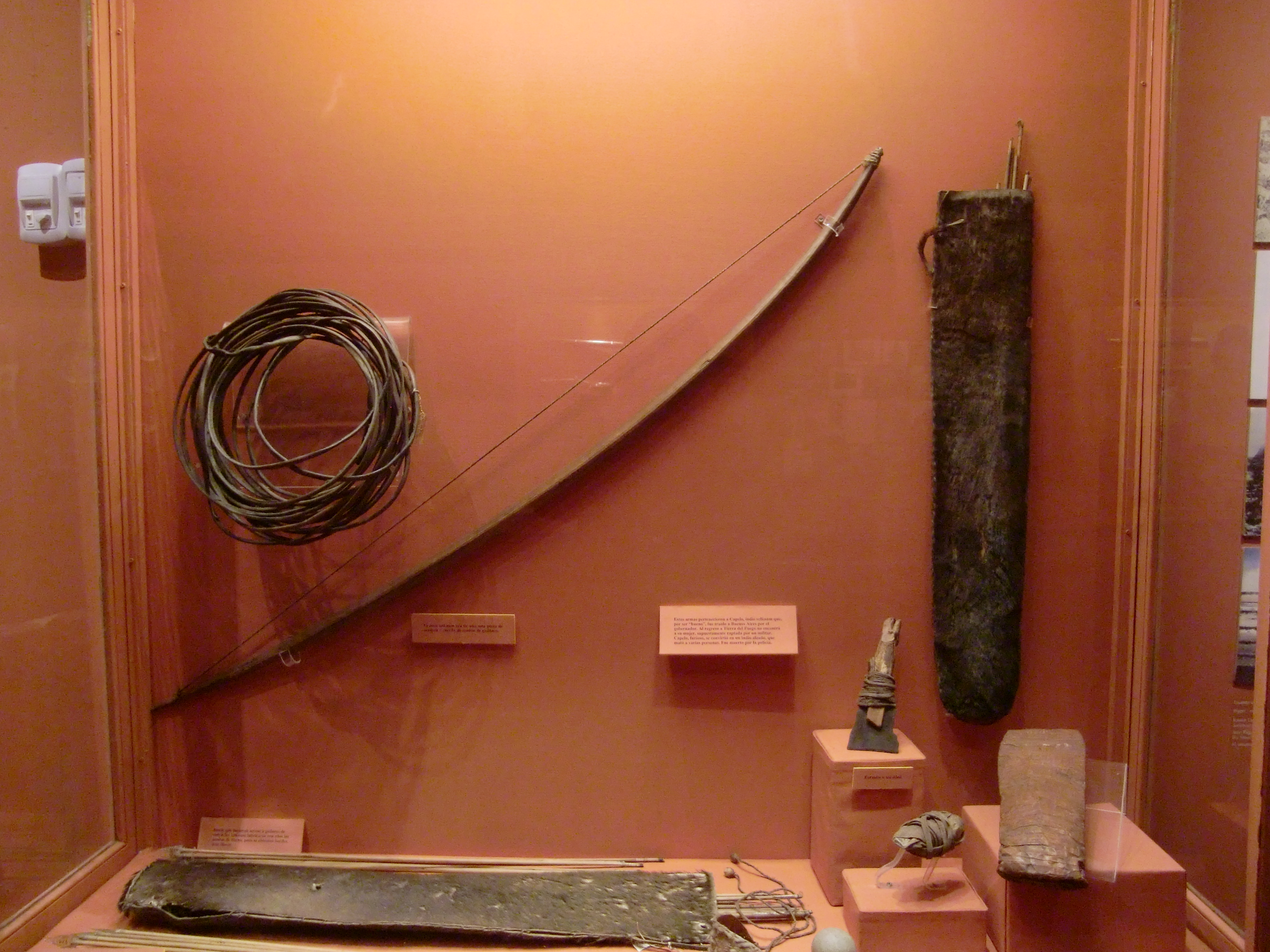
Лук та знаряддя жителів Вогняної землі

Маючи понад 15 000 артефактів, колекція була передана зрештою до нового музею Ла-Плати у 1888. У цей час знаменитий натураліст з Університету Буенос-Айреса Хуан Баутіста Амбросетті проводив дослідження району Гран Чако, де зібрав нову колекцію, в результаті чого у 1904 році було відкрито новий музей етнографії під патронатом університету.
Музей першим в Аргентині почав проводити екскурсії для студентів, а також організовувати подорожі дорогами інків. В результаті чого у 1908 році було відкрито Пукара де Тількара, руїн культури інків, які найкраще збереглись на цій території. Тут було виявлено петрогліфи та понад 3 000 інших реліквій й упродовж наступних років каталогізовано; більшість із цих знахідок згодом приєднались до експозиції музею. Саме селище у 2003 році було оголошено об'єктом світової спадщини ЮНЕСКО.
Амбросетті помер у 1917 році, а його справу продовжили його колеги та учні. Музей було переміщено на нинішнє місце у районі Монтсеррат у 1927 році.